# 2013年の気象・地象・天象
2013年の気象・地象・天象（2013ねんのきしょう・ちしょう・てんしょう）では、2013年（平成25年）の気象・地象・水象・天象に関する出来事について記述する。
なお、2013年の地震については「2013年の地震」を、2013年の台風については「2013年の台風」を参照のこと。
2012年の気象・地象・天象 - 2013年の気象・地象・天象 - 2014年の気象・地象・天象

## 気象

### 1月
- 1月1日 – オーストラリアで100年以上ぶりの熱波（アデレード、41.1°C）、各地で野火が発生[1]。
- 1月初旬 – インド北部で2012年末から強い寒波、少なくとも107人死亡[2]。
- 1月14日 – 関東地方や東北地方太平洋側を中心に大雪。15日までに茨城、長野両県で2人が死亡、降雪以外の要因では沖縄県で船舶座礁により1人死亡で低気圧により計3人死亡、15都県で計1572人が重軽傷[3]。
- 1月17日 - インドネシアの首都ジャカルタが豪雨による洪水で冠水[4]。
- 1月18日 - シドニーで気温が45.8°Cを観測。最高気温を74年ぶりに更新[5]。
- 1月27日 – アフリカ南部モザンビークで数日間大雨、大規模な洪水が発生。15万人が避難、40人死亡[6]。

### 2月
- 2月8日 - 米北東部で、暴風雪。マサチューセッツ州やニューヨーク州、コネティカット州など5州で非常事態宣言が発令[7]。
- 2月21日 – 北日本の日本海側は、強い冬型の気圧配置で大雪となり、青森市・酸ヶ湯では積雪が515cmと、気象庁の観測地点の中で国内最高を記録[8]、24日には積雪が529cmと過去最高を記録[9]、26日には566cmと最多記録を更新した[10]。

### 3月
- 3月2日-3日 - 北海道の中心気圧が970hpaと台風並みの低気圧で、暴風雪となり。中標津町で最大瞬間風速34mを観測。遭難者が相次いだ。
- 3月9日 - 韓国ソウルで23.8℃を観測。3月としては106年ぶりの気温で、平年に比べ15度高い。
- 3月10日 – 東京都心で6月中旬並みの25.3°cを観測、観測開始以来、最も早い夏日となり3月の最高気温を更新した。また関東南部で煙霧が発生した[11]。
- 3月16日 - 気象庁は、東京・靖国神社の桜（標本木）の開花を発表。平年より10日早い。
- 3月21日 
  - 大阪市と神戸市の桜の開花が発表。平年より7日早い。
  - ウクライナの首都キエフで1881年以来となる積雪が観測。
- 3月24日 - 石川県金沢市で夏日を観測。日本国内で3月に夏日を観測するのは10年ぶり。

### 4月
- 4月1日 - モスクワで4月としては新記録となる65cmの積雪を観測[12]。
- 4月3日 - アルゼンチンのラプラタで豪雨による洪水が発生、50人以上が死亡。雨量は約3時間で300mmを記録[13]。
- 4月6日 - 発達した低気圧の影響で各地で荒天となった（メイストーム）。神奈川県海老名市では観測史上最大となる102mmの1時間降水量を記録した[14]。翌7日は全国的に風が強く、北海道、三重県、長崎県で計3人死亡[15]。
- 4月21日 - 東日本各地で積雪が観測され、仙台では66年ぶりの積雪観測となった。

### 5月
- 5月1日 - 東京都心での4月の降水量が283ミリ、横浜市では281ミリと平年の2倍以上であったと気象庁が発表。
- 5月2日 - 札幌で降雪を観測。5月としては21年ぶり[16]。
- 5月9日 - マウナロア観測所（ハワイ）での大気中の二酸化炭素平均濃度が、400.03ppmを記録。400ppmを超えたのは1958年観測以来初。
- 5月中旬 - ロシアアルタイ地方で30℃を観測、数日後には降雪が観測された。
- 5月15日 - 米国テキサス州で13個以上の竜巻(EF4相当)が発生。6人以上が死亡。
- 5月19日 - 米国オクラホマ州、カンザス州、イリノイ州、アイオワ州の4州で26個の竜巻が発生。
- 5月20日 - 米国オクラホマ州ムーアで竜巻（直径3.2km、風速秒速90m、EF5相当）が小学校を直撃。小学生9人含む24人が死亡。（2013年ムーア竜巻）
- 5月22日 - ロシアのトゥーラ州エフレモフで竜巻が発生[17]。
- 5月24日 - 大分県日田市で猛暑日を観測。日本国内で5月に猛暑日を観測するのは6年ぶり
- 5月26日 - 北海道稚内市で桜が開花（平年より12日遅い）[18]。
- 5月27日 - 気象庁は、九州北部・南部と中四国の梅雨入りを発表。
- 5月29日 - イタリア・ミラノで竜巻。
- 5月31日 - 米国オクラホマ州のオクラホマシティーで竜巻。

### 6月
- 6月2日 - 中欧で集中豪雨により河川氾濫。チェコ西部では非常事態を宣言（独語版）[19]。
- 6月2日 - ロシアのケメロヴォで降雪が観測された[20]。
- 6月17日-20日頃 - インド北部でモンスーンの豪雨、洪水や土砂崩れによる死者が数千人に達する可能性[21]。21日現在、死者207人、行方不明約1万3800人[22]。（英語版）
- 6月21日 - カナダアルバータ州で洪水。3人死亡、10万人以上が避難[23]。（英語版）
- 6月25日 - シンガポールで雹が観測された。
- 6月30日 - 米国南西部で猛暑。カリフォルニア州デスバレーで53℃、ラスベガスで過去タイの47℃を観測[24]。

### 7月
- 7月8日 - カナダのトロントで豪雨により洪水[25]。
- 7月23日 - 気象庁が東京都に記録的短時間大雨情報を出し、局地的に50mm以上の時間雨量を観測した。
- 7月26日 - 上海で40.6℃を観測、最高気温の記録(1934年、40.2℃)を更新した。
- 7月28日 - 山口県と島根県の県境を中心に記録的な豪雨が発生し、3人の死者と行方不明者、および約500棟の住宅に被害が発生。山口市で1時間あたり143.0mmを記録し、日本の1時間降水量歴代11位を記録した。
- 7月 - 奄美地方の名瀬、笠利、天城、伊仙の月間降水量が観測史上初めて0.0ミリとなった[26]。

### 8月
- 8月8日 - 台湾の台北市で史上最高気温となる39.3度を観測。
- 8月9日 - 秋田県、岩手県で、記録的な大雨（鹿角で293mm/24H、雫石で259mm/24H、鎧畑で245mm/24H）を観測。
- 8月10日 - 甲府市と四万十市で今年　最高気温40.7度(国内観測史上4位)を観測。
- 8月11日 - 東京都心の最低気温が30.4度を観測。国内観測史上2番目。
- 8月12日 - 高知県四万十市で当時国内最高記録となる気温41.0度を観測[27]。
- 8月中旬 - ロシアアムール州、中国黒竜江省、吉林省が豪雨により大規模な洪水。アムール川の水位が過去最高を更新した。
- 8月20日 - フィリピンの首都マニラで豪雨により洪水。60%が冠水。
- 8月23日・24日 - 島根県江津市で、記録的な豪雨。24時間雨量が413.5ミリを観測[28]。

### 9月
- 9月1日 - ペルーで寒波。9地方で非常事態を宣言。
- 9月2日 - 埼玉県越谷市と千葉県野田市でF2の竜巻が発生、民家が被害。
- 9月4日 - 栃木県矢板市と鹿沼市で竜巻が発生、民家が被害。
- 9月11日-12日 - 米コロラド州ボルダー郡などで豪雨により洪水。ラリマー郡ではダムが決壊。
- 9月14日-16日 - メキシコに2つの熱帯低気圧（マニュエル、イングリッド）が襲い、集中豪雨により洪水、地滑りが発生。国土の2/3に被害が出た。
- 9月16日 - 台風18号の接近により、総雨量が福井県小浜市で333.5ミリ、滋賀県大津市で300ミリ、京都府京北町で280ミリを観測。気象庁は、京都府、滋賀県、福井県に大雨特別警報を発表。
- 9月24日 - 富士山の初冠雪を甲府地方気象台が発表。

### 10月
- 10月9日  - 新潟県糸魚川市で35.1℃を観測し、日本の観測史上初めて10月の猛暑日となった[29]。
- 10月12日 - 東京都心で31.3℃となり、観測史上最も遅い真夏日となった。また全国57の観測点でも真夏日となった。
- 10月13日 - インド東部のオリッサ州に大型サイクロン「ファイリン」（英語版）が上陸。90万人が避難。
- 10月16日 - 台風26号の影響で伊豆大島で時間雨量122.5ミリ、24時間雨量824ミリを観測。
- 10月28日 - イギリスやフランスなど欧州西部で10年に1度の規模の暴風雨。最大風速は時速約160kmを記録。(セント・ジュードと命名された)

### 11月
- 11月8日 - 台風30号がフィリピン中部のサマール島などを直撃、多数の死者がでた。
- 11月11日 - 気象庁が東京での木枯らし1号を発表。
- 11月18日 - イタリア南部サルデーニャ島で、発達した低気圧によって記録的な豪雨となり、19日、同島に非常事態宣言が出された。

### 12月
- 12月初旬 - 米国で寒波（英語）。
- 12月11日 - ブラジルのリオデジャネイロで、豪雨により洪水。
- 12月12日 - 中東各地に寒波。エジプトのカイロで1979年以来となる降雪。
- 12月17日 - ベトナム北部のラオカイ省サパで、5cm以上の積雪[30]。

## 地象
日本周辺ではM5～6クラスの地震が多く発生した。日本国内の有感地震の最大震度は淡路島地震の6弱で、最大規模はオホーツク海で発生した地震のMw8.3であった。

### 1月
- 1月5日 - アメリカのアラスカ州沖でM7.5の地震発生[31]。（アラスカ沖地震を参照）
- 1月11日 - 中国雲南省で地滑り、42人死亡[32]。
- 1月14日 - イタリアのストロンボリ火山が噴火[33]。
- 1月22日  - インドネシアのスマトラ島の北部、アチェ州直下でM5.9の地震が発生、1人が死亡、15人が負傷した（スマトラ島地震 (2013年1月)を参照）。

### 2月
- 2月2日 – 北海道十勝地方南部を震源とするM6.5の地震発生。釧路市や根室市などで震度5強を観測[34]。（十勝地方南部地震を参照）
- 2月6日 - 太平洋のソロモン諸島沖でM8.0の地震発生[35]。日本でも津波（東京・八丈島で40cm、福島県相馬市で20cm、仙台市で20cm）を観測[36]。（ソロモン諸島沖地震 (2013年)を参照）
- 2月9日 - コロンビアナリーニョ県でM6.9の地震発生[37]。（ナリーニョ地震を参照）
- 2月25日 - 栃木県北部を震源とするM6.2の地震発生。日光で震度5強を観測[38]。

### 3月
- 3月27日 – 台湾中部でM6.1の地震発生[39]。（南投地震 (2013年3月)を参照）
- 3月29日 – チベット自治区ラサ市郊外の金鉱山で山の一部が約3kmにわたって崩れ落ち、作業員83人が生き埋め[40]。

### 4月
- 4月6日 – インドネシアパプア州でM7.0の地震発生[41]。
- 4月9日 – イランでM6.3の地震発生、少なくとも3人死亡[42]。（イラン地震 (2013年4月9日)を参照）
- 4月13日 – 兵庫県淡路島付近を震源とするM6.3の地震が発生[43][44]。淡路市で震度6弱を観測。長周期地震動階級2を観測。（淡路島地震を参照）
- 4月16日 - イラン南東部のシスタンバルチェスタン州（パキスタンとの国境付近）で、M7.8の地震発生。少なくとも40人死亡[45]。（イラン地震 (2013年4月16日)を参照）
- 4月17日 - 三宅島近海で地震活動が活発になる。17:55頃（JST）には東京都三宅村で震度5強を観測[46][47]。（三宅島近海群発地震を参照）
- 4月20日 - 中国四川省雅安市で、M7.0の地震発生。死者192人、行方不明者23人、負傷者1万1470人[48]。（四川地震 (2013年)を参照）

### 5月
- 5月7日 - フィリピンのマヨン山が噴火。5人が死亡。
- 5月14日 - メキシコのポポカテペトル山が噴火。
- 5月24日 – ロシアのカムチャツカ半島西方のオホーツク海を震源とする、Mw8.3・深さ609.8kmの地震が発生。（オホーツク海深発地震を参照）
- 5月24日 – 南太平洋トンガ王国の近海でMw7.4の地震が発生。

### 6月
- 6月2日 – 台湾中部の南投県でM6.3の地震発生[49]。（南投地震 (2013年6月)を参照）
- 6月3日 – インドネシアのスマトラ島にあるクリンチ火山が噴火。
- 6月13日 - アラスカのベニアミノフ火山(英語版)が噴火。

### 7月
- 7月2日 - インドネシアのスマトラ島北部アチェ州でM6.1の地震が発生。7月3日までに死者24人[50]。
- 7月4日 - メキシコのポポカテペトル山の火山活動が活発化、再び噴火[51]。
- 7月10日 - 鹿児島県の桜島昭和火口で爆発的噴火があり、3400mまで噴煙があがった。この高さは史上3番目[52]。
- 7月15日 - 南大西洋上のサウスサンドウィッチ諸島付近を震源とするM7.2の地震発生。
- 7月21日 - ニュージーランドのクック海峡でM6.5の地震が発生。
- 7月22日 - 中国甘粛省定西市を震源とするM6.6の地震があり、56人が死亡。（甘粛地震を参照）
- 7月31日 - 米国イエローストーン国立公園のスチームボート・ガイザー（間欠泉）が8年ぶりに噴出。

### 8月
- 8月10日 - インドネシア東ヌサトゥンガラ州のパルエ島にあるロカテンダ火山が噴火。
- 8月18日 - 鹿児島県の桜島昭和火口が爆発的噴火し、噴煙が5000mまで達した。
- 8月31日 - アリューシャン列島のアンドリアノフ諸島を震源とするM7.0の地震があった。

### 9月
- 9月4日 - 桜島昭和火口が爆発的噴火。噴煙が高さ2800mまで上がり、噴石で車17台が被害を受けた。
- 9月15日 - インドネシアのスマトラ島にあるシナブン山が噴火。
- 9月24日 - パキスタンバローチスターン州アワランの北東部を震源とするM7.7の地震が発生、250人以上が死亡。またグワダル沖に小さな島が隆起。（バローチスターン地震を参照）

### 10月
- 10月15日 - フィリピン中部のボホール島付近を震源とするM7.1の地震発生。150人以上が死亡。（英語版）
- 10月26日 - 福島県沖約370kmの太平洋上を震源とするM7.1の地震発生。
- 10月26日 - イタリアのエトナ火山が大規模噴火。

### 11月
- 11月17日 - 南大西洋スコシア海でM7.8の地震発生。
- 11月20日 - 小笠原諸島の西之島の南東500mで噴煙と楕円形の陸地の隆起が観測された。

### 12月
- 12月26日 - 西之島の付近にできた新島が西之島と一体化したことを海上保安庁が確認[53]。
- 12月29日 - エルサルバドルのチャパラスティケ火山が37年ぶりの噴火[54]。
- 12月30日 - インドネシアのスマトラ島にあるシナブン山の噴火が活発化。

## 水象
- 1月22日 – 長野県の諏訪湖で御神渡りを確認[55]。
- 3月頃 - 山梨県・河口湖で水位の異常低下。

## 天象

### 2月
- 2月15日 - ロシア連邦に隕石が落下、負傷者1240人、建物損壊4715棟[56]。（2013年チェリャビンスク州の隕石落下を参照）
- 2月16日 – 直径約45mの小惑星2012 DA14が地球に接近。地表から最短で2万7700kmまで近づいた[57]。

### 3月
- 3月4日 - 直径10mから17mの小惑星2013 EC(英語)が地球に接近。一時的に月の軌道の内側に入り込んだ。
- 3月9日 - 直径100m級の小惑星2013 ETが地球に接近(98万km)。
- 3月10日 - パンスターズ彗星が近日点通過。
- 3月17日 - 月面に流星が衝突。4等星相当の閃光が観測された[58]。

### 4月
- 4月25日 - 部分月食(英語)。日本では26日に西日本のみで見られる。21世紀中で2番目に短い部分月食。
- 4月27日 - 観測史上最大級のガンマ線バーストGRB 130427Aがしし座方角から、ISS「きぼう」、フェルミガンマ線宇宙望遠鏡などで観測された。[59]

### 5月
- 5月10日 
  - 金環日食(英語)。オーストラリア北西部で始まりニューギニア島、ソロモン諸島で観測。
  - 火星における水星の日面通過。2013年中に太陽系内での惑星上で見られる惑星の日面通過はこれのみであり、前年の9回と比べて著しく少ない。
- 5月13日-14日 - Xクラスの太陽フレアが4回発生(最大X3.2)。
- 5月28日-31日 - 太陽に巨大なコロナホールが出現。
- 5月31日 (UTC) - 直径約2.75kmの地球近傍小惑星(285263) 1998 QE2とその衛星が、地球から約586万kmの距離まで最接近。

### 6月
- 6月18日 - 通算10000個目の発見となる地球近傍天体の2013 MZ5が発見される。
- 6月23日 - スーパームーン

### 7月
- 7月15日 - 海王星の14個目の衛星ヒッポカンプの発見が報告される。

### 8月
- 8月9日 - 直径11m程度の小惑星2013 PS13が地球に接近。一時的に月の軌道の内側に入り込んだ。
- 8月14日 - いるか座に最大視等級6.0等級の新星いるか座V339星が発見される。
- 8月21日 - ブルームーン

### 9月
- 9月8日 - 銀河系の中心部いて座A*に存在する超大質量ブラックホールの周辺を公転するガス雲G2が軌道の近点を通過。接近前後で一部が吸い込まれ、今後数年から数十年にわたってブラックホールの活動が活発化する可能性が示されている。
- 9月16日 - 直径400mの小惑星2013 TV135が地球との距離が約676万キロを接近通過[60]。
- 9月30日 - 太陽で大型のフィラメントの噴出が観測された。

### 11月
- 11月3日 - 金環皆既日食(英語)。中部アフリカ、東アフリカで観測できる。陸上ではほぼ皆既日食となる。
- 11月28日 - アイソン彗星が近日点を通過。

### 12月
- 12月2日 - 水星食